# Gózon Gyula Kamaraszínház
A Gózon Gyula Kamaraszínház Budapest XVII. kerületében, azon belül Rákosligeten található.

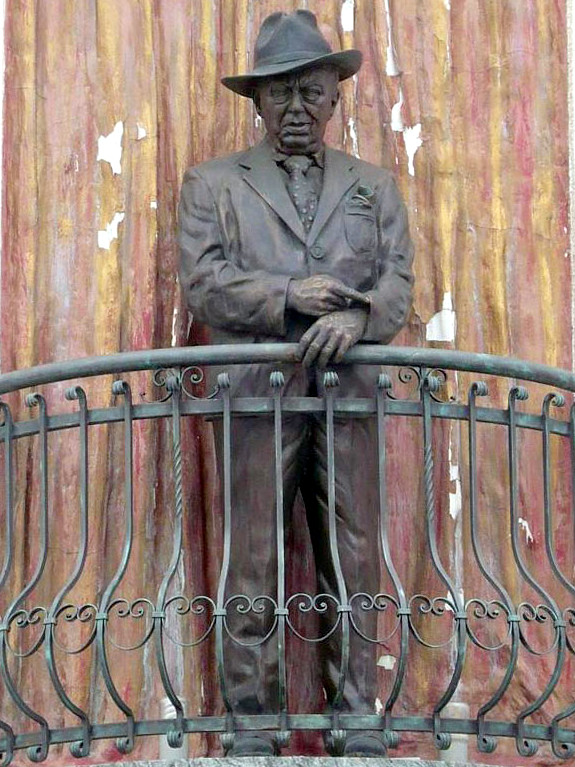
Gózon Gyula életnagyságú szobra a Kamaraszínház bejárata fölött. Babusa János alkotása.

## Az épület előtörténete
Az épület, ahol a színház jelenleg működik 1905-1910 között épült, földszintje eredetileg a mellette fekvő sportpályát üzemeltető Rákosligeti Sport SC kiszolgálására épült – ma a színház előcsarnokaként funkcionál – míg az első emeletet eredetileg is kisebb előadások, bálok megtartására alakították ki, így a jelenlegi színpad is itt található. A harmadik szinten találhatók az öltözők és a titkáráság. A második világháború után apácák otthonaként és munkahelyeként funkcionált. A rendszerváltást követően egy darabig üresen is állt. Mindeközben a közeli, mai nevén Gregor József Általános Iskola az apácák elköltözése után, egészen az 1990-es évek végéig használta tornateremnek.

## A színház története
A színház 1999. november 20-án tartotta első bemutatóját (Füst Milán: Máli néni) a kerület művelődési házában. Az épület belső tereit a 2000-es évek elején felújították és színházzá alakították. Alapító-igazgatója 1999-től Szabó Ágnes. A Gózon Gyula Kamaraszínház Alapítvány 2000-ben költözhetett be a jelenlegi, felújított épületbe, amelyet térítésmentesen bocsátott rendelkezésére a kerületi önkormányzat.
Ekkor került fel a bejárat fölé egy álerkélyre a színház névadójának, a Rákosligeten élt Gózon Gyulának az életnagyságú szobra. Az épület külső tatarozását és az azt körülvevő terület rendbetételét (pl. a parkoló leaszfaltozása) először 2009 tavaszára tervezték, de az nem valósult meg. 2021 május végén kezdődött csak meg a színház épületének és környezetének teljes körű modernizálása, aminek elkészültéig a társulat a kerületen belül máshol próbál és lép fel.